# 正確的卡多
《正確的卡多》（日语：正解するカド）是由東映動畫製作的一部原創CG動畫。自2017年4月起播放。
東映動畫在2015年11月2日所公開的第2季度決算的介紹資料中發表了正在進行一個原創CG動畫計劃。資料同時顯示本作是東映動畫自2014年11月公開的《樂園追放 -Expelled from Paradise-》後再度展開的原創CG動畫作品。該作是東映動畫首次在電視動畫中嘗試使用全CG人物表現。

## 故事簡介
真道幸路朗是一名在日本外務省工作的交涉官，他和同事花森在出差的客機上目睹了神秘的巨大立方體。立方體吞噬了載有252人的客機，那個巨大立方體的名字是「卡多」。在「卡多」中現身的神秘存在——亞哈庫伊·札修尼那，試圖與人類進行接觸並介入日本內政。而被「卡多」吸收的真道，則接受了亞哈庫伊·札修尼那與人類之間的調停工作。

## 登場人物
真道幸路朗（聲：三浦祥朗）
外務省綜合外交政策局，國際聯絡政策課首席事務官。原總務省情報通信國際123戰略局交涉官。某天在羽田機場乘坐客機時，被「卡多」吞噬，其後負責札修尼那與人類之間的調停工作。
由於札修尼那過早暴露自己的野心，真道內心開始猶豫。之後札修尼那另外複製了「之前的真道」，並打算抹殺現在的真道，但被突然出現的徭以超能力阻止。
在徭即將被立方體擊穿時替徭接受傷害，後被徭帶到隔絕空間治療。而複製的真道則隨著札修尼那一起宣傳異方能力。
後穿上由品輪設計，刑部鍍金製造的Antonics。跟徭一起進入卡多內部，與札修尼那交涉。對徭有好感。
亞哈庫伊·札修尼那（Yaha-kui zaShunina，聲：寺島拓篤）
在巨大立方體「卡多」中現身的神秘存在。能以念話與他人進行廣域溝通。
其真實目的是藉由分享異方技術使人類有「異方」感觀，增加人類轉換到「異方」的成功率。最後將擁有極大資訊量的人類帶到異方，讓異方人能吸收大量訊息。
由於過早暴露自己的野心，發覺真道開始不願意配合，所以另外複製了「之前的真道」，並打算抹殺現在的真道，但被突然出現的徭以超能力阻止。
之後與複製的真道一起走出卡多。公布剛才的經過，並聲稱將徭關在手上的「隔絕體」中。
徭沙羅花（聲：M·A·O）
在巨大立方體「卡多」出現後，被日本政府以國際交涉官的名義送往現場。
在札修尼那抹殺真道時瞬間出現擋下攻擊。暴露真實身分是管理這個宇宙的異方人。不願讓異方干涉人類的生活。
但由於放棄過多能力無法抵抗札修尼那的攻擊，只好將代替自己受傷的真道帶走治療。
後提供真道空間外訊息，並依照真道指意將品輪與花森帶進隔絕空間。
與真道一起出現在卡多內部。對真道有好感。
花森瞬（聲：齊藤壯馬）
外務省綜合外交政策局，國際聯絡政策課事務官，真道的部下。原總務省情報通信國際戰略局的國際機構職員。與真道一起乘坐客機時，被「卡多」吞噬。
真道幸花（聲：芹澤優）
真道幸路朗與徭沙羅花的女兒，為宇宙和異方的奇異點。
由花森瞬撫養長大，但是經常不聽花森瞬的話。
未在『KADO:Beyond Information』中登場。
品輪彼方（聲：釘宮理惠）
理論物理學者，御船的助手。以探究真理為樂，手上總拿著一個繪圖板。「卡多」出現後，於內閣會議中推測客機乘客應為全數生還。之後前往現場進行「卡多」的探測任務。
被徭帶到隔絕空間後，接受真道的請求設計出人造Fregonics裝置—Antagonics。
淺野修平（聲：赤羽根健治）
警察廳長官官房，國家公安委員會會務官輔佐官，真道的大學同期。「卡多」出現後，前往現場商討援救機上乘客。
夏目律（聲：伊藤静）
內閣官房，國家安全保障局情報班職員，真道的大學同期。
犬束構造（聲：中博史）
內閣總理。對真道頗為欣賞，甚至想聘請他擔任助理。「卡多」出現後召開應對會議，並以救出乘客為優先考量。
羽深清鷹（聲：齋藤志郎）
內閣官房長官，夏目的上司。
笹内直己（聲：菊池正美）
外務省審議官兼政務擔當，真道、花森及徭的上司。
御船哲人（聲：後藤哲夫）
日本學術委員會會員，本身是物理學者。第零集中經真道交涉，協助刑部鍍金完成新電鍍技術。「卡多」出現後，前往現場進行「卡多」的探測任務。
言野匠（聲：桐本拓哉）
NNK報導部特派記者。「卡多」出現後的第一時間，帶領畫美與歌丸搭乘直升機拍攝其樣貌。
歌丸（聲：阪口大助）
NNK報導部影像工程師兼照明。
畫美（聲：菅沼久義）
NNK報導部攝影師。
深水蘇菲（聲：甲斐田裕子）
　NNK的新聞播報員。
阿方篤彥（聲：小山剛志）
陸上自衛隊自衛官二等軍曹。「卡多」出現後駕駛戰車進行對「卡多」角落的破壞測試。
大石哲男（聲：半田裕典）
「卡多」出現後，協助御船及品輪的實驗測試。
飛高幸雄（聲：星野充昭）
真道等人搭乘的客機機長。於第一時間確認乘客安危。
篠原秀彥（聲：利根健太朗）
真道等人搭乘的客機副機長。提供真道被困住後的現況。
刑部一德（聲：龍田直樹）
第零集登場的角色。刑部鍍金工廠的社長。與五十嵐英治是舊識。在真道的鼓勵下與員工一同完成嶄新的電鍍技術。
五十嵐英治（聲：村治學）
第零集登場的角色。內閣府事務次官。與刑部一德是舊識。一直擔心刑部鍍金技術跟不上潮流，而想以蓋多功能會館為由，收購工廠土地並讓一德安享晚年。

## 用語
異方
宇宙(現在的世界)的外部，真道將其簡易解釋為「高次元世界」。擁有宇宙的37次方倍速的運算能力及廣闊空間，也因此常常處於信息不足的狀態，為此而創造了無數信息之繭，藉由改變初始設定，觀察發展並期待高密度的信息的產生，其中唯一一究極的絲「人類」產生。
卡多
人類世界初現的第1個異方之物。於羽田機場出現的邊長2公里正立方體的界面體，其具有高度的隔絕性連穿甲彈也無法貫穿，品輪博士稱其為「Fregonics」。而卡多也是異方與宇宙的變換裝置。
Wam
亞哈庫伊．札修尼那所展現的第2個異方之物，具有無限抽取異方能源而供應電能的一對球體。其關鍵在於形狀而非材質而有此一作用，之後被品輪博士用紙張再現。
Sansa
亞哈庫伊．札修尼那所展現的第3個異方之物，免除睡眠的裝置。讓人類感知到異方的形狀，無論直接或間接(如影像)目視便能看到及感覺到異方，能感受到多個次元的個體存在，因此能達成工作輪替的作用(一個次元的自我休息、另一個次元的自我保持清醒)。現階段的人類科學無法模仿出此一裝置。
Nanomis-hein
亞哈庫伊．札修尼那所展現的第4個異方之物，讓人類得已和異方一樣能進行重力、慣性、質量等操控的輔助裝置。與Wam、Sansa不一樣，需直接碰觸操作。
隔絕體
小星型十二面體，藉由碰觸異方人來將其囚禁。
Antagonics
依據品輪博士的理論，由刑部鍍金工廠製造出的人工抗Fregonics裝置，與Fregonics接觸時會發生千涉而互相抵消。

## 製作團隊
- 原作、動畫製作 - 東映動畫
- 總監督 - 村田和也
- 系列監督 - 渡辺正樹
- 系列構成、腳本 - 野崎惑
- 人物原案 - 有坂あこ（日语：有坂あこ）[5]
- 人物設計、總作畫監督 - 真庭秀明
- 機械作畫監督 - 丸尾一
- CG監督 - カトウヤスヒロ
- 人物建模指導 - 岩本千尋
- 動畫指導 - 安田祐也、牧野快
- 美術監督 - 佐藤豪志
- 美術設定 - 田村正平
- 色彩設計 - 岩沢れい子
- 視覺設計 -  鈴木夏希
- 攝影監督 - 石塚恵子
- 編輯 - 福光伸一
- 音響監督 - 長崎行男
- 音響效果 - 今野康之
- 音樂 - 岩代太郎
- 製作人 - 野口光一
- 動畫製作人 - 小倉裕太
- 製作 - 東映動畫、木下集團、東映

## 主題曲
片頭曲「旅詩」
作詞：六ツ見純代，作曲：岩代太郎，主唱：徭沙羅花 starring M·A·O
片尾曲
作詞：空谷泉身，作曲：岩代太郎，主唱：HARUCA

## 各話列表
| 話數     | 日文標題 | 中文標題                | 分鏡                    | 演出                                    | 作畫監督          |
| -------- | -------- | ----------------------- | ----------------------- | --------------------------------------- | ----------------- |
| 第0話    |          | Ninovo                  | 原田征爾                | 原田征爾                                | 湯本雅子          |
| 第1話    |          | Yaha-kui zaShunina      | 渡邊正樹                | 渡邊正樹                                | 真庭秀明          |
| 第2話    |          | Novo                    | 渡邊正樹                |                                         | 真庭秀明          |
| 第3話    |          | Wam                     | 齋藤昭裕                | 齋藤昭裕                                | 真庭秀明          |
| 第4話    |          | Rotowa                  | 上村泰                  | 田邊泰裕                                | 真庭秀明          |
| 第5話    |          | Nanoka                  | りょーちも              | りょーちも                              | 澤良輔 真庭秀明   |
| 第6話    |          | Tetoroku                | 三宅和男                | 齋藤昭裕                                | 真庭秀明          |
| 第6.5話  |          | Ekwari                  | -                       | -                                       | -                 |
| 第7話    |          | Sansa                   | 田邊泰裕                | 田邊泰裕                                | 岡本達明 湯本雅子 |
| 第8話    |          | Talnel                  | 山崎理                  | 渡邊正樹                                | 真庭秀明          |
| 第9話    |          | Nanomis-hein            | 齋藤昭裕、田邊泰裕      | 齋藤昭裕                                | 真庭秀明          |
| 第10話   |          | Towanosakiwa'           | 原田征爾                | 田邊泰裕                                | 湯本雅子          |
| 第11話   |          | Wanoraru                | りょーちも              | りょーちも                              | 澤良輔            |
| 第12話   |          | Yukika                  | 渡邊正樹                | 渡邊正樹                                | -                 |
| 第12.5話 |          | KADO:Beyond Information | 上村泰、三宅和男 山崎理 | りょーちも、齋藤昭裕 田辺泰裕、原田征爾 | -                 |

## 播放電視台
| 播放日期               | 播放時間             | 播放電視台 | 対象地區   | 備註                          |
| ---------------------- | -------------------- | ---------- | ---------- | ----------------------------- |
| 2017年4月7日 - 6月30日 | 星期五 22:30 - 23:00 | TOKYO MX1  | 東京都     |                               |
| 2017年4月12日 - 7月5日 | 星期三 0:00 - 0:30   | BS富士     | 日本全域   | BS放送 / 『Anime Shower』頻道 |
|                        | 星期三 3:00 ‐ 3:30   | 每日放送   | 近畿廣域圈 | 『動畫特區』第2部             |
| 2017年4月14日 - 7月7日 | 星期五 22:30 - 23:00 | AT-X       | 日本全域   | CS放送 / 有重播               |

| 配信期間               | 配信時間                                  | 配信網站                                                              |
| ---------------------- | ----------------------------------------- | --------------------------------------------------------------------- |
| 2017年4月6日 - 6月30日 | 星期五 23:00 更新（第0話、第1話為星期四） | Amazon Video                                                          |
| 2017年4月11日 - 7月4日 | 星期二 0:00 更新                          | GYAO!Store                                                            |
| 2017年4月13日 - 7月6日 | 星期四 0:00 更新                          | Video Market                                                          |
|                        | 星期四 10:00 更新                         | DMM.com                                                               |
|                        | 星期四 12:00 更新                         | NICONICO頻道 [ 10 ] U-NEXT [ 11 ] 萬代頻道 [ 12 ] 樂天SHOWTIME [ 13 ] |
| 2017年4月14日 - 7月7日 | 星期五 12:00 更新                         | Happy動画                                                             |

| 播放電視台 | 播放日期                | 播放時間                    | 備註              |
| ---------- | ----------------------- | --------------------------- | ----------------- |
| Animax     | 2018年5月12日 - 5月24日 | 星期一至星期日 20:00－21:00 | 原音：23:00-24:00 |

## BD / DVD
由Aniplex進行發售。
| 卷數 | 發售日        | 收錄話           | 規格編號      | 規格編號      |
| 卷數 | 發售日        | 收錄話           | BD            | DVD           |
| ---- | ------------- | ---------------- | ------------- | ------------- |
| 1    | 2017年7月26日 | 第0話 - 第6話    | ANZX-12331〜4 | ANZB-12331〜4 |
| 2    | 2017年9月27日 | 第6.5話 - 第12話 | ANZX-12335〜8 | ANZB-12335〜8 |

## 相關書籍

### 漫畫版
《正確的卡多》（正解するカド）
漫畫作畫由奥橋睦負責，東映動畫擔任原作。全3卷。
| 册数 | 講談社         | 講談社                 |
| 册数 | 發售日期       | ISBN                   |
| ---- | -------------- | ---------------------- |
| 1    | 2017年6月23日  | ISBN 978-4-06-388739-6 |
| 2    | 2017年12月21日 | ISBN 978-4-06-510739-3 |
| 3    | 2018年4月23日  | ISBN 978-4-06-511350-9 |

此為外傳漫畫。作畫由落合更起負責 / 原作：東映動畫、動畫劇本：野崎まど。全1卷。
| 冊數 | 德間書店      | 德間書店               |
| 冊數 | 發售日期      | ISBN                   |
| ---- | ------------- | ---------------------- |
| 全   | 2017年7月20日 | ISBN 978-4-19-980427-4 |

### 小說版
早川書房ハヤカワ文庫JA。收錄筒井康隆、小川一水、野尻抱介、John Crowley、Theodore Sturgeon、Philip K. Dick、圓城塔、飛浩隆、Connie Willis、野崎まど等數10個短篇作品。挑選編輯為野崎まど與大森望。
- 2017年4月6日發售[20]、ISBN 978-4-15-031272-5

此為外傳小說。早川書房ハヤカワ文庫JA。著者乙野四方字。
- 2017年7月6日發售[21]、ISBN 978-4-15-031284-8

### 設定集
一迅社。著者有坂あこ、東映動畫。
- 2017年7月26日發售、ISBN 978-4-7580-1568-4

## 外部連結
- 《正確的卡多》電視動畫 公式官網 （页面存档备份，存于） （日語）
- 《正確的卡多》電視動畫 東京都會電視台 專頁 （页面存档备份，存于） （日語）
- 《正確的卡多》電視動畫 BS富士電視台 專頁 （日語）
- 《正確的卡多》電視動畫 AT-X電視台 專頁 （页面存档备份，存于） （日語）
- 《正確的卡多》電視動畫 乐视网 正版直播專題 （页面存档备份，存于） （简体中文）
- 《正確的卡多》電視動畫 FB 官方粉絲頁 （页面存档备份，存于） （日語）
- 《正確的卡多》的X（前Twitter）（日語）